# Лепторумора Микеля
Лепторумора Микеля (лат. Leptorumohra miqueliana) — вид папоротников семейства Щитовниковые (Dryopteridaceae).

## Распространение
В настоящее время редко встречается в дикой природе. На территории России встречается на юге Приморского края (Шкотовский район, г. Криничная), на Сахалине (пос. Придорожный Невельского района) и на юге острова Кунашир. Также растёт в Китае, лесных районах Японии и Корейского полуострова.
Вид занесён в Красную книгу России и Сахалинской области.

## Описание
Длиннокорневищное растение с пятиугольными, мягкими с обеих сторон зелеными листьями. Растёт в горных елово-пихтовых лесах.

## Таксономия
Этот вид впервые был описан как Aspidium miquelianum Maxim. ex Franch. & Sav. в 1876 году.
Переклассифицирован ботаником Хироси Ито в 1938 году. 
В последующих работах обычно относят к роду Arachniodes как Arachniodes miqueliana (Maxim. ex Franch. & Sav.) Ohwi